# Wybawiciel (powieść)
Wybawiciel (norw. Frelseren) – powieść kryminalna norweskiego pisarza Jo Nesbø, opublikowana w 2005. Pierwsze polskie wydanie ukazało się w 2009 nakładem Wydawnictwa Dolnośląskiego, w tłumaczeniu Iwony Zimnickiej.
Jest to szósta powieść, w której występuje postać komisarza Harry'ego Hole. Akcja powieści toczy się w Oslo i okolicach, a pewne wątki sięgają do Chorwacji – do Zagrzebia i Vukovaru. Komisarz Harry Hole prowadzi śledztwo w sprawie zabójstwa wysoko postawionego oficera Armii Zbawienia. Tropy wiodą nie tylko w środowisko norweskich narkomanów, ale także do chorwackich imigrantów, ofiar oblężenia Vukovaru przez Serbów w 1991.